# Путнин, Олег Юрьевич
Олег Юрьевич Путнин (род. 27 ноября 1974 года, Черкесск, РСФСР, СССР) — российский художник, академик РАХ (2024).

## Биография
Родился 27 ноября 1974 года в Черкесске, живёт и работает в Москве.
в 1994 году — окончил Московский академический художественный лицей, а в 2004 году — факультет живописи Московского государственного академического художественного института имени Сурикова, руководитель диплома В. М. Сидоров.
С 2006 года — член Московского союза художников, с 2019 года — член Союза художников России.
В 2019 году — избран членом-корреспондентом, а в 2024 году — академиком Российской академии художеств от Отделения живописи.

## Творческая деятельность
Основные произведения: «Лесная сказка» (2005, холст, масло, 150*130); «Речка Серебрянка» (2006, холст, масло, 150*210); «Ямская степь» (2007, холст, масло, 150*295); «Недра России» (2007, холст, масло, 150*295); «Хлебное поле» (2007, холст, масло, 150*210); «Осенняя пора» (2007, холст, масло, 150*295); «Радуга» (2010, холст, масло, 150*130); «Поднятие креста» (2014, холст, масло, 150*100); «Южная ночь» (2017, холст, масло, 100*150); «Соловьиные сумерки» (2017, холст, масло, 150*210); «Катюша» (2017, холст, масло, 90*70); «Леонардо да Винчи» (2019, холст, масло, 160*100); «Слепой дождь» (2020, холст, масло, 100*150); «Мгновения весны» (2020, холст, масло, 100*150); «Перевернутый мир» (2020, холст, масло, 100*150).
Участник московских, всероссийских и международных художественных выставок с 1997 года.
Более сорока персональных выставок состоялось как в России, так и за рубежом, в том числе «Две столицы. Два поколения» в Государственном Русском музее (Санкт-Петербург, 2020), «Краски жизни» в выставочном зале МОСХ (2024).
Произведения находятся в собраниях Государственного Русского музея (Санкт-Петербург), Музея славы ФСО России (Москва) и других музеев России.

## Награды
- Благодарственное письмо Московской городской Думы (2005)
- Благодарственное письмо Администрации Президента России (2008)
- Благодарственное письмо Государственной Думы (2012)
- Почётная грамота ФСО России (2013)
- Благодарственное письмо Президентского полка (2013)
- Почётная грамота Министерства культуры Российской Федерации (2014)
- Благодарственное письмо Ветеранов ФСО России (2018)
- Благодарственное письмо Совета Федерации Федерального Собрания Российской Федерации (2019)
- Золотая медаль Союза художников России (2019)
- Благодарственное письмо Государственного Русского музея (2020)
- Благодарность РАХ (2024)